# ستاد الشرطة
ستاد الشرطة أو ستاد العباسية هو ملعب كرة قدم مصري يقع في العاصمة مدينة القاهرة بحي العباسية داخل أكاديمية الشرطة المصرية، ويعد الملعب الرئيسي لنادي اتحاد الشرطة (مصر) المصري ونادي الداخلية المصري.

## البنك الأهلي
نادي البنك الأهلي المصري أحد الوافدين الجدد على الدوري المصري موسم 2020-21، قد اختاروا اللعب على ملعب أكاديمية الشرطة في العباسية ليكون ملعبهم الخاص.